# Anzac Day
Anzac Day den 25 april är en allmän helgdag i Australien, Nya Zeeland, Cooköarna, Niue, Samoa och Tonga för att hedra dem som stred i Anzac (Australian and New Zealand Army Corps), och alla dem som tjänade sitt land.
Den 25 april 1915 var det datum då Anzactrupperna landsteg i Slaget vid Gallipoli under första världskriget. Slaget blev oerhört blodigt, med 60-procentiga förluster på båda sidor, och ledde till osmansk seger. Den blev helgdag 1920 på Nya Zeeland och 1921 i Australien. 8 709 australiensare och 2 779 nyzeeländare dog. 
Dagen brukar högtidlighållas med marscher, orkestrar som spelar, idrottsföreställningar, gudstjänster och särskilda måltider. Det finns en särskild kaka för tillfället. 
I de franska byarna Le Quesnoy och Longueval högtidlighålls dagen, eftersom de befriades av Anzac-trupper.